# Болгарська кухня

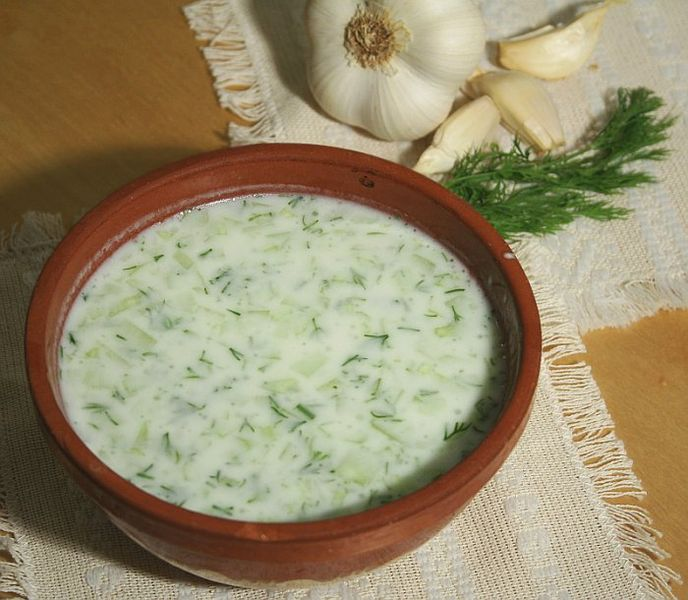
Таратор

Болга́рська ку́хня (болг. Българска кухня) — складалася протягом багатьох століть. Її особливості зумовлені як природними умовами, так і багатовіковою історією. Особливе географічне положення Болгарії на Балканському півострові, тобто на роздоріжжі між Сходом і Заходом, Північчю і Півднем, відбилося як на культурі та традиціях болгар, так і на особливостях болгарської кухні. Протягом сторіч через Балканський півострів проходило багато різних народів. Кажуть, що болгари зустрічали і проводжали весь світ, і весь світ сидів за болгарським столом.
Традиції різних народів увійшли в кулінарію болгар. Страви болгарської кухні подібні до страв вірменської і грузинської кухонь. Особливо близькі до болгарських такі страви як харчо, піті, шашлик, люля-кебаб, бастурма, чахохбілі. Одніею з національних страв є міліна, у інших народів «банниця».

## Турецький вплив
Минуле панування в Болгарії Османської імперії залишило глибокий турецький слід у назвах страв болгарської кухні: імамбаялди, кебапчета, таскебаб тощо. У великій пошані в болгар страви з овочів, баранини, кисляка, овечого й козячого сирів, морепродуктів, запашних трав. Від турків у болгар залишилася також традиція готувати їжу на решітках відкритих вогнищ на кшталт мангала (їхня загальна назва в Болгарії — скара). У скарі готують кебапчета, шашлики з баранини, кебаб, філе курчат, відбивні котлети, зрази, фаршировані солодким перцем, страви з дичини.

## Слов'янські мотиви
Спадщина давніх слов'ян позначилася в тому, що в Болгарії люблять запікати продукти в глиняних горщиках. Це добре зберігає вітаміни, смак і аромат страв.

## Особливості болгарської кухні
Відмінними рисами болгарських страв є наявність гострих приправ, соковите м'ясо, достаток овочів і пікантний присмак. Одна з основних особливостей — одночасна теплова обробка продуктів на слабкому вогні. Це дозволяє зберегти поживні властивості, домогтися приємного аромату страв, оригінальних смакових сполучень. Приправи звичайно додаються в помірних кількостях, їхнє призначення — підкреслити основний смак страви.

## Типові страви
- Тушкована свинина з квасолею
- болгарський суп (чорба) з квасолі по-монастирськи
- шопський салат — болгарський національний салат зі свіжих помідорів і огірків, зверху посипаних дрібно натертою бринзою
- бринза по-шопськи, запечена в глиняному горщику
- бринза з нарізаними помідорами і солодким перцем
- таратор — холодний літній суп з розведеного квашеного молока з дрібно нарізаними огірками, натертими горіхами і часником
- кашкавал — овечий сир
- луканка — плоска твердокопчена ковбаса
- пастарма — в'ялене козяче м'ясо
- лютениця — гострий соус із солодкого перцю
- гювеч — баранина, тушкована з овочами
- кебаб — телятина в томатному соусі
- баниця — листковий пиріг із бринзою.
- чушка бюрек — болгарський перець, фарширований бринзою та запечений в клярі, подається з айраном.

### Баниця
Баниця — традиційна борошняна страва болгарської кухні. Підсолену баницю з кислим молоком їдять у Болгарії як самостійну страву, по популярності вона може зрівнятися з борщем в українців. Приготувати її не складно. З борошна, солі і півтори склянок води замішують круте тісто, поділяють його на кульки, що витримують годину, після чого розкачують у прямокутні пласти міліметрової товщини. Кожен шар змазують розігрітою олією і сумішшю з яєць, молока і бринзи. Посипають шматочками дрібно нарізаного очищеного перцю. Залишилося згорнути тісто в рулет і укласти його на змащений олією лист чи рядами в коло. Після цього випікати при помірній температурі до золотавого кольору.

## Овочі
Скрізь на болгарському столі можна побачити помідори — за їхнім вирощуванням Болгарія посідає перше місце у світі. Помідори, баклажани, гіркий та солодкий перець, цибуля, часник, прянощі, оливкова та соняшникова олія, фрукти, горіхи, рис, риба й інші морські продукти, овечий і козячий сир, кисляк, йогурт — ось основні складники, використовувані болгарською кухнею.
У літній сезон, починаючи з червня, у Болгарії не готують страв зі старої картоплі, її заміняють іншими овочами, рисом чи макаронами. Бринза і стручок червоного перцю — символи болгарської кухні, основа багатьох страв. Сполучення бринзи з перцем приголомшливе. Найсмачніший болгарський сніданок — свіжо зірваний перець, наповнений овечою бринзою.
У літній болгарській кухні найуживанішим овочем є перець, але перець, і зелений, і червоний, вживають обов'язково печеним. Після запікання перець очищають від насіння, знімають шкірочку і вже потім готують з нього різні страви. Наприклад, яйця по-панагюрськи. Але найприголомшливіша страва з печеного фаршированого перцю називається чушка бюрек. На півночі Болгарії готують печений перець у молочному соусі з яйцем, а особливий смак і запах він отримує від того, що печеться на багатті. Це дуже проста в готуванні, але дуже смачна страва. Існує чимало рецептів приготування перцю: перець з помідорами, перець з часником. З овочів у пошані в болгарських господарок також баклажани. З них готують багато різних страв.
Голубці в Болгарії рідко роблять зі свіжої капусти. Капусту солять головками. Голубці з квашеної капусти, за словами болгар, набагато смачніші, аніж зі свіжої. Голубці також загортають у мариноване виноградне листя. Дуже часто в болгарській кухні використовується зелена цибуля, шпинат, лобода, щавель, м'ята. М'ятою приправляють різні страви, зокрема, бобові. Так само вона добре підходить до ягнятини, адже створює надзвичайну смакову гармонію.
У болгарській кухні широко застосовуються овочі у свіжому і маринованому вигляді. Болгарські кулінари вміло поєднують овочі з рибними, м'ясними, борошняними, яєчними і молочними продуктами. Болгарська мудрість говорить: салат буде смачним, якщо його роблять чотири чоловіки. Один — розумний, котрий посолить, інший — скупий, котрий оцет додасть, третій — щедрий, котрий олію соняшникову наллє, а четвертий — божевільний, котрий усе це перемішає.

## Приправи
Популярні приправи — індійський горіх, чорний перець, гострий червоний перець крупного помелу, лаврове листя. Цибуля і чорний перець — це традиційний складові для приготування соусу.

## Закуски
Характерним для болгарської кухні є використання для приготування холодних закусок, супів і других страв кисляку, бринзи й овечого сиру. Болгарські кухарі, використовуючи бринзу в їжу, найчастіше піддають її тепловій обробці. Для цього бринзу змішують з вершковим маслом, загортають у пергаментний папір і прогрівають. У гарячому вигляді бринза набуває приємного смаку і аромату, стає ніжною, м'якою і соковитою. Використовують різні соуси, частіше винний, томатний, часниковий, молочний.
Серед холодних закусок дуже поширені в Болгарії бутерброди з білого хліба із шинкою, ковбасою, м'ясом птиці і дичини, язиком, яйцем й іншими продуктами. Бутерброди з житнього хліба готують з анчоусами, кав'яром лососевих і осетрових риб, сьомгою, білорибицею, а також зі шпиком.

## Перші страви
До найхарактерніших перших страв, крім уже згаданого таратора, відноситься чорба. Чорба готується з усіляких продуктів — овочів, грибів, квасолі, риби, птиці, м'яса. Крім того, дуже популярні курячий бульйон з яєчним жовтком, суп з овочів з макаронами, суп з кабачків, суп зі свинини з яблуками, суп з бараниною, харчо, розсольник, пюре з різних овочів і м'ясних продуктів. Основу других страв складають яловичина, баранина, свинина і м'ясо птиці. Переважним способом теплової обробки є тушкування.

## Другі страви
З других страв найпоширеніші баранина, телятина і свинина з капустою, котлети зі свинини, відбивні, люля-кебаб, біфштекси, філе, шашлики і рагу з баранини. А також гювечі — страви з м'яса, рису й овочів, плакії — страви з овочів, цибулі, часнику і приправ, тушковані з додаванням рослинної олії, яхнії — тушковане м'ясо з овочами і цибулею чи тільки овочі з цибулею, кебаби — шматочки м'яса, засмажені на рожні, ну і звичайно, кебапчета — короткі ковбаски з рубаного м'яса, засмажені на решітках над розпеченим вугіллям листяних дерев. А ще — голубці, фаршировані помідори і кабачки, омлети. Окремо до других м'ясних страв подають салати (з помідорів, огірків, баклажанів, стручкового солодкого перцю, стручкової зеленої квасолі, зеленого салату). У болгарській кухні широкий асортимент борошняних виробів — тістечок і тортів, при приготуванні яких використовують мед, мигдаль й інші горіхи, різні фрукти і ягоди. Фрукти і ягоди служать також основою для приготування солодких страв — суфле, парфе, пудингів, желе, компотів, сиропів та інших виробів. З гарячих напоїв улюбленим є кава, з холодних — лимонади, сорбети, крюшони. До різних свят болгари готують свої особливі страви. На День святої Мікульди — рибу. На проводи зими — півня. На день святого Георгія чи на Великдень — запікають ягня (м'ясо молодого ягняти вважається в Болгарії делікатесом і дуже корисною стравою).
У день міста чи села в Болгарії відзначають курбан (що з турецької — жертва, або пам'ятний день). У цей день жителі західної Болгарії смажать ягня, а східної — варять. М'ясо ягняти дуже ніжне. До нього подають сухе червоне вино. Болгари традиційно п'ють тільки сухе вино. Саме в Болгарії зберігся виноград сорту Пірамід, завезений сюди ще греками і фінікійцями (йому понад 3 тисячоліття!). За болгарським столом спочатку п'ють міцні напої, розмовляють, потім подають другу страву і до неї легке сухе вино. На завершення обіду прийнято подавати чорну каву чи каву по-східному.